# 荒唐分局 (第二季)
《荒唐分局》第二季（英語：Brooklyn Nine-Nine Season 2）由丹·戈爾與邁克爾·舒爾共同開創，在2014年9月28日至2015年5月17日間於FOX首播，全季共23集。故事以紐約布魯克林區虛構的99分局為背景，描繪分局警探辦案過程的日常笑料。

## 製作
本季於2014年3月7日獲得續訂，並在2015年1月17日宣布續訂第3季。

### 選角
第一季主要演員安迪·山伯格、安德魯·布瑞格、史蒂芬妮·碧翠絲、泰瑞·克魯斯、梅麗莎·弗莫洛、喬·洛·特魯格里奥與雀兒喜·柏瑞蒂等人全數回歸第2季，於第一季擔任常設演員的迪爾克·布洛克與喬爾·麥金農·米勒則自本季起被提升為主演陣容。
2014年7月29日，宣布凱拉·塞吉維克將回歸小螢幕，飾演霍爾特長期的敵對麥德琳·旺馳副總警監。隔日，宣布珍妮·史雷將客串飾演堅強又聰明的黑幫老大情婦碧安卡。8月19日，宣布先前於第1季飾演消防隊長布恩的派頓·奧斯瓦特將回歸客串第2季。8月28日，宣布《我們的辦公室》艾德·赫姆斯將特別客串飾演與傑克一同辦案的美國郵政搜查局探員。9月25日，宣布克雷格·羅賓森將於聖誕集回歸客串飾演「龐帝克大盜」。10月7日，宣布《錯位青春》桑德拉·伯恩哈德將客串飾演吉娜古怪又另類的母親達琳·林內蒂；至於史帝芬·魯特則將客串演出波伊爾非常紐約式的義大利裔父親林恩。
2015年2月2日，宣布《家有喜旺》葛瑞特·迪拉杭特將飾演傑克與艾美皆非常崇拜，並被認為是紐約警署中最厲害的警探。

## 演員陣容

### 主要演員
- 安迪·山伯格 飾演 傑克·普拉塔
- 史蒂芬妮·碧翠絲 飾演 蘿莎·迪亞茲
- 泰瑞·克魯斯 飾演 泰瑞·傑福茲
- 梅麗莎·弗莫洛 飾演 艾美·聖蒂亞可
- 喬·洛·特魯格里奥 飾演 查爾斯·波伊爾
- 雀兒喜·柏瑞蒂 飾演 吉娜·林內蒂
- 安德魯·布瑞格 飾演 雷·霍爾特
- 迪爾克·布洛克（英语：Dirk Blocker） 飾演 邁克爾·希區考克
- 喬爾·麥金農·米勒（英语：Joel McKinnon Miller） 飾演 諾姆·史考利

### 常設演員
- 凱拉·塞吉維克 飾演 麥德琳·旺馳
- 伊娃·朗歌莉亞 飾演 蘇菲亞·普瑞茲
- 史帝芬·魯特 飾演 林恩·波伊爾
- 桑德拉·伯恩哈德 飾演 達琳·林內蒂
- 尼克·卡農 飾演 馬庫斯
- 馬克·伊凡·傑克遜（英语：Marc Evan Jackson） 飾演 凱文·科茲納

### 客串演員
- 布萊德利·惠特福德 飾演 羅傑·普拉塔
- 凱爾·柏海莫 飾演 泰迪·威爾斯
- 克雷格·羅賓森（英语：Craig Robinson (actor)） 飾演 道格·朱迪
- 梅倫·唐姬（英语：Merrin Dungey） 飾演 雪倫·傑福茲
- 賈馬爾·朵夫（英语：Jamal Duff） 飾演 茲克

## 集數
| 總集數 | 集數 （季） | 標題                            | 導演             | 編劇                                   | 首播日期       | 製作 代碼 | 美國收視人數 （百萬） |
| --- | ----------- | ------------------------------- | ---------------- | -------------------------------------- | -------------- | --------- | --------------------- |
| 23 | 1           | 臥底 Undercover                 | 迪恩·霍蘭德      | 盧克·戴爾·翠帝夏                       | 2014年9月28日  | 201       | 5.46                  |
| 傑克結束臥底任務後凱旋回歸來，然而他卻發現其中一名嫌犯落跑，因此他在查爾斯的幫助下，重回臥底身分好完成任務。霍爾特迫使艾美與蘿莎進行一系列泰瑞出於各種情況設計的演習，另一方面，查爾斯試圖不受吉娜對兩人關係的威脅。 客串：珍妮·史雷 飾演 碧安卡 |             |                                 |                  |                                        |                |           |                       |
| 24 | 2           | Chocolate Milk                  | 弗瑞德·高斯      | 蓋博·利德曼                            | 2014年10月5日  | 202       | 3.31                  |
| 傑克陪伴泰瑞進行結紮手術，然而緊張的泰瑞道出了自己的真實感受，並稱傑克僅僅只是他工作上的朋友，而非真正的朋友。霍爾特將接受紐約警署的整頓計畫，然而他的敵友麥德琳·旺馳成為了副總警監，而兩人的舊仇將讓99分局受到更嚴格的檢視。 客串：凱拉·塞吉維克 飾演 麥德琳·旺馳副總警監、摩西·凱薛爾 飾演 鄧肯·崔勞布、傑里·藍伯特 飾演 馬丁斯醫師、布倫特·莫林 飾演 格瑞戈里·菲利浦斯                                                                         |             |                                 |                  |                                        |                |           |                       |
| 25 | 3           | The Jimmy Jab Games             | 蕾貝卡·亞瑟      | 拉可希米·桑德瑞姆                      | 2014年10月12日 | 203       | 4.51                  |
| 由於霍爾特與泰瑞將前往警察總局開會，故傑克與警探們決定展開「吉米·傑柏遊戲」。霍爾特與麥德琳進行了一場預算之戰，並在爾虞我詐中，企圖讓對方陷入窘境。查爾斯發現錄影片紀錄有他和吉娜之間的事，因此他設法從希區考克那奪回錄影帶。 客串：凱拉·塞吉維克 飾演 麥德琳·旺馳副總警監 |             |                                 |                  |                                        |                |           |                       |
| 26 | 4           | Halloween II                    | 艾瑞克·艾普爾    | 普倫提斯·潘尼                          | 2014年10月19日 | 204       | 5.22                  |
| 繼去年的萬聖節打賭後，這次傑克決定在午夜之前成功偷取到霍爾特的手錶。艾美與蘿莎對於泰瑞並未處罰吉娜翹班去練舞一事感到生氣。 客串：阿波羅·羅賓斯 飾演 艾瑞克·“手指”·馬丁、斯科特·布羅德里克 飾演 警官、傑納德·伯克斯 飾演 扣押監事、凱文·多爾夫 飾演 漢克 |             |                                 |                  |                                        |                |           |                       |
| 27 | 5           | 內奸 The Mole                   | 小維多·內利      | 蘿拉·麥克瑞雅莉                        | 2014年11月2日  | 205       | 3.41                  |
| 內部事務調查官安德魯·米勒中尉來到99分局調查內奸事件，而傑克和霍爾特打算在麥德琳找到內奸前，搶先揪出內奸。蘿莎與泰瑞潛入沉默派對並偵破毒品交易事件，這為警署的新特遣部隊帶來了功勞。傑克與艾美意外發現查爾斯與吉娜的骯髒小祕密，同時，傑克與霍爾特發現安德魯即麥德琳派來的間諜。 客串：凱拉·塞吉維克 飾演 麥德琳·旺馳副總警監、馬克·伊凡·傑克遜 飾演 凱文·科茲納、丹·巴克達爾 飾演 安德魯·米勒中尉                                                 |             |                                 |                  |                                        |                |           |                       |
| 28 | 6           | 傑克與蘇菲亞 Jake and Sophia    | 邁克爾·麥當勞    | 翠西亞·麥克艾爾品 大衛·菲利浦斯        | 2014年11月9日  | 206       | 3.99                  |
| 傑克與蘇菲亞一見鍾情並墜入愛河，然而兩人卻發現彼此竟然是負責同件案子的警探與律師，這敵對關係影響了兩人的戀情。蘿莎決定推舉艾美擔任工會代表，好撤換不稱職的史考利。決定結束砲友關係的查爾斯與吉娜開始互爭飯店房間，結果兩人最終竟意外促成雙方父母的戀情。 客串：伊娃·朗歌莉亞 飾演 蘇菲亞、史帝芬·魯特 飾演 林恩·波伊爾、桑德拉·伯恩哈德 飾演 黛蓮·林內蒂                                                                                          |             |                                 |                  |                                        |                |           |                       |
| 29 | 7           | 封鎖 Lockdown                   | 琳達·曼陀莎      | 盧克·戴爾·翠帝夏                       | 2014年11月16日 | 207       | 4.53                  |
| 在霍爾特與泰瑞開會不在的感恩節之夜，99分局被發現有不明粉末，這導致99分局遭到了封鎖，而臨時負責人傑克得設法提振士氣並穩住秩序。 客串：摩根·華許 飾演 譚雅 |             |                                 |                  |                                        |                |           |                       |
| 30 | 8           | USPIS                           | 肯·維汀漢姆      | 布萊恩·萊克                            | 2014年11月23日 | 208       | 3.04                  |
| 傑克成為了調查新毒品案件的領導，然而他與查爾斯得設法與自私無能的美國郵政搜查局探員傑克·丹傑合作好偵破案件。另一方面，霍爾特、泰瑞與吉娜設法幫助艾美戒菸。 客串：艾德·赫姆斯 飾演 傑克·丹傑 |             |                                 |                  |                                        |                |           |                       |
| 31 | 9           | The Road Trip                   | 貝絲·麥卡錫-米勒 | 布莉姬·慕尼歐茲·莉布威茲               | 2014年11月30日 | 209       | 3.11                  |
| 當傑克與艾美正於紐約上州的住宿加早餐民宿進行出差時，傑克私下邀請了蘇菲亞與泰迪，然而，他卻不知道艾美正考慮和泰迪分手，這讓這段旅行相當尷尬，而兩對情侶之間的問題也一觸即發。另一方面，查爾斯試圖教導霍爾特準備他與凱文的週年紀念早餐，至於泰瑞與吉娜則試著說服生病的蘿莎放下工作回家休息。 客串：伊娃·朗歌莉亞 飾演 蘇菲亞、凱爾·柏海莫 飾演 泰迪                                                                                                 |             |                                 |                  |                                        |                |           |                       |
| 32 | 10          | The Pontiac Bandit Returns      | 馬克斯·溫克勒    | 麥特·歐布萊恩                          | 2014年12月7日  | 210       | 4.32                  |
| 傑克與蘿莎企圖追捕龐帝克大盜道格·朱迪，然而朱迪打算用新毒品資訊來條件交換。查爾斯與吉娜發現彼此父母的戀情後，兩人設法破壞他們的關係，另一方面，艾美發現了霍爾特過往負責案件的一個錯誤。 客串：克雷格·羅賓森 飾演 道格·朱迪、史帝芬·魯特 飾演 林恩·波伊爾、桑德拉·伯恩哈德 飾演 黛蓮·林內蒂、路易斯·蒙卡達 飾演 藍道爾 |             |                                 |                  |                                        |                |           |                       |
| 33 | 11          | Stakeout                        | 崔斯特姆·薛皮洛  | 蘿拉·麥克瑞雅莉 翠西亞·麥克艾爾品      | 2014年12月14日 | 211       | 3.52                  |
| 隨著烏克蘭黑幫合作的範圍，傑克與查爾斯展開八天的監視任務，企圖找出犯罪線索，然而成為“室友”的兩人卻因生活習慣的不同而引發爭執與衝突。艾美與吉娜對泰瑞著手製作給女兒們的書頗有意見，而蘿莎與霍爾特的姪子馬庫斯擦出愛火。 客串：凱拉·塞吉維克 飾演 麥德琳·旺馳副總警監、尼克·卡農 飾演 馬庫斯、馬克·伊凡·傑克遜 飾演 凱文 |             |                                 |                  |                                        |                |           |                       |
| 34 | 12          | Beach House                     | 提姆·科比        | 拉可希米·桑德瑞姆 大衛·菲利浦斯        | 2015年1月4日   | 212       | 6.12                  |
| 警探們一同前往海灘屋度假，而吉娜決定灌艾美酒，欲看見「六杯艾美」的樣子，與此同時，傑克邀請霍爾特一同來到度假屋，這讓警探們的度假氣氛既沉悶又尷尬。 客串：尼克·卡農 飾演 馬庫斯 |             |                                 |                  |                                        |                |           |                       |
| 35 | 13          | Payback                         | 小維多·內利      | 諾姆·西斯寇克 布莉姬·慕尼歐茲·莉布威茲 | 2015年1月11日  | 213       | 3.29                  |
| 泰瑞打算向傑克要回傑克積欠他的金錢，而傑克從中意外發現泰瑞與雪倫打算再拚一胎。傑克打算解決自己所有的債務，並替泰瑞保密，最終他賣掉了自己心愛的車好歸還泰瑞債款，並成為了泰瑞第三個女兒的教父。另一方面，艾美對與霍爾特一同辦案一事感到相當興奮，然而她卻意外導致霍爾特食物中毒。 客串：梅倫·唐姬 飾演 雪倫、艾倫·伊凡吉利斯塔 飾演 薩凡特 |             |                                 |                  |                                        |                |           |                       |
| 36 | 14          | The Defense Rests               | 潔米·巴比特      | 普倫提斯·潘尼 麥特·歐布萊恩            | 2015年1月25日  | 214       | 2.79                  |
| 蘇菲亞的工作與戀情產生衝突，而傑克試圖給予蘇菲亞的老闆傑弗瑞一個好印象，然而傑克卻意外抓到傑弗瑞正在吸引毒品，因此傑克當場逮捕了傑弗瑞。面對兩人工作上的衝突，蘇菲亞最終決定和傑克分手。另一方面，霍爾特正面臨是否該幫助麥德琳撰寫工作推薦的難題，而查爾斯則試圖從吉娜那裡獲得父母倆婚姻的祝福。 客串：凱拉·塞吉維克 飾演 麥德琳·旺馳副總警監、伊娃·朗歌莉亞 飾演 蘇菲亞·普瑞茲、史帝芬·魯特 飾演 林恩·波伊爾、克里斯·帕內爾 飾演 傑弗瑞·霍伊斯曼 |             |                                 |                  |                                        |                |           |                       |
| 37 | 15          | Windbreaker City                | 克雷格·澤斯克    | 蓋博·利德曼                            | 2015年2月8日   | 215       | 2.59                  |
| 99分局是唯一非聯邦機構被邀請參加一年一度機構間的反恐演習，面對美國國土安全部的挑釁，傑克決定發動反抗好紓發剛分手的情緒。另一方面，霍爾特與吉娜在精神評估上獲得同樣的分數，這讓霍爾特相當煩躁。 客串：尼克·克羅爾 飾演 肯德瑞克探員、伊娃·朗歌莉亞 飾演 蘇菲亞·普瑞茲、塞斯·莫利斯 飾演 皮爾恩探員 |             |                                 |                  |                                        |                |           |                       |
| 38 | 16          | 週三事件 The Wednesday Incident | 克萊兒·史坎倫    | 蘿拉·麥克瑞雅莉                        | 2015年2月15日  | 216       | 2.08                  |
| 傑克發現霍爾特的心情不佳，因此他試圖了解是否與自己有關，並與吉娜一同向凱文了解，然而經過他們的調查，他們意外發現了霍爾特遭受了刀傷。查爾斯試圖向艾美與蘿莎證明年邁的銀行搶劫犯並非如她們所見的那樣無辜。 客串：蓋瑞·馬歇爾 飾演 馬文·米勒、馬克·伊凡·傑克遜 飾演 凱文·科茲納、詹姆斯·莫里森 飾演 丹·葉格 |             |                                 |                  |                                        |                |           |                       |
| 39 | 17          | Boyle-Linetti Wedding           | 迪恩·霍蘭德      | 麥特·歐布萊恩                          | 2015年3月1日   | 217       | 3.61                  |
| 林恩與黛蓮結婚當天，傑克與艾美被迫出任務追捕嫌犯，然而在混戰中，傑克弄丟了婚戒，與此同時，隨著婚禮步步逼近，林恩開始感到慌張。 客串：桑德拉·伯恩哈德 飾演 黛蓮·林內蒂、史帝芬·魯特 飾演 林恩·波伊爾、尼克·卡農 飾演 馬庫斯、馬克·伊凡·傑克遜 飾演 凱文·科茲納 |             |                                 |                  |                                        |                |           |                       |
| 40 | 18          | Captain Peralta                 | 艾瑞克·艾普爾    | 丹·戈爾                                | 2015年3月8日   | 218       | 3.11                  |
| 傑克的父親羅傑·普拉塔機長來到紐約拜訪，然而他似乎在加拿大進行著毒品走私的交易。傑克、查爾斯與史考利來到魁北克進行案件調查，而羅傑的作為讓傑克看清父親的真面目，並再也不對父親抱有期望。另一方面，霍爾特給予其他警探腦力激盪的機會，好解決自己未能解開的難題。 客串：布萊德利·惠特福德 飾演 羅傑·普拉塔 |             |                                 |                  |                                        |                |           |                       |
| 41 | 19          | Sabotage                        | 傑伊·克拉斯      | 布萊恩·萊克                            | 2015年3月15日  | 219       | 2.96                  |
| 傑克遭到不明人士的陷害，並因未通過藥物檢測而遭到停職，他深深地懷疑有人刻意針對他，而最後他還遭到了綁架，而這個對他充滿仇恨的綁架犯即蘇菲亞的老闆傑弗瑞。另一方面，查爾斯被分配與希區考克及史考利一同辦案，霍爾特與泰瑞試圖讓吉娜再次燃起跳舞的渴望，至於艾美與蘿莎則著手調查傑克聲稱有人刻意陷害他一事。 客串：克里斯·帕內爾 飾演 傑弗瑞·霍伊斯曼                                                                                                 |             |                                 |                  |                                        |                |           |                       |
| 42 | 20          | AC/DC                           | 琳達·曼陀莎      | 凱莉·康登                              | 2015年4月26日  | 220       | 2.78                  |
| 傑克在追捕嫌犯時受到重傷，因此泰瑞要傑克放下工作好好養傷。傑克假裝要與查爾斯一同展開度假，實際上則打算進行追捕嫌犯的行動，所幸被泰瑞發現，而在抓獲罪犯的同時，傑克又再次受到了重傷。霍爾特、蘿莎、凱文及馬庫斯將共進晚餐，未免尷尬的情況發生，兩人找來了艾美與吉娜，但艾美與吉娜卻在共餐時刻喝醉了酒。 客串：馬克·伊凡·傑克遜 飾演 凱文·科茲納、尼克·卡農 飾演 馬庫斯                                                                             |             |                                 |                  |                                        |                |           |                       |
| 43 | 21          | Det. Dave Majors                | 邁克爾·麥當勞    | 蓋博·利德曼 拉可希米·桑德瑞姆          | 2015年5月3日   | 221       | 2.72                  |
| 傑克與艾美共同爭取到與資深重案組警探戴夫·梅喬斯合作辦案的機會，當傑克得知梅喬斯對艾美有意思後，他開始感到嫉妒。一家私人保全公司向泰瑞挖角，得知泰瑞可能離開警隊的查爾斯與吉娜嘗試挽留泰瑞，但霍爾特卻似乎想放泰瑞離開。 客串：葛瑞特·迪拉杭特 飾演 戴夫·梅喬斯警探、蓋博·利德曼 飾演 奧利佛·考克斯醫師、賽德里克·耶爾布羅 飾演 史帝夫 |             |                                 |                  |                                        |                |           |                       |
| 44 | 22          | The Chopper                     | 菲爾·崔爾        | 翠西亞·麥克艾爾品 大衛·菲利浦斯        | 2015年5月10日  | 222       | 2.56                  |
| 傑克與查爾斯獲分配調查備受矚目的銀行搶劫案，並獲得麥德琳的全力支持，這讓霍爾特提高警覺，並認為麥德琳的動機不純。艾美、蘿莎與吉娜協助泰瑞實地考察合適的學校給予泰瑞的女兒就讀。 客串：凱拉·塞吉維克 飾演 旺馳分局總警監、莫·加夫尼 飾演 蘇斯曼醫師 |             |                                 |                  |                                        |                |           |                       |
| 45 | 23          | Johnny and Dora                 | 迪恩·霍蘭德      | 盧克·戴爾·翠帝夏                       | 2015年5月17日  | 223       | 2.35                  |
| 傑克與艾美一同展開臥底行動，好追捕盜用他人身分的罪犯，而行動讓兩人之間的距離拉得更近。霍爾特嘗試阻止麥德琳讓自己升遷，而麥德琳以下屬的前程威脅霍爾特，使得霍爾特不得不告別警探們，接受被調回公關部的人事命令，而吉娜得知此事後決定跟隨霍爾特。另一方面，傑克與艾美在檔案室吻了彼此。 客串：凱拉·塞吉維克 飾演 旺馳分局總警監、尼克·卡農 飾演 馬庫斯、比利·梅里特 飾演 韋恩·特賽爾－店員、雷·阿布魯佐 飾演 邁克爾·奧古斯丁                         |             |                                 |                  |                                        |                |           |                       |

## 收視率
| 總集數 | 集數 | 標題             | 播出日期       | 收視／份額 （18–49歲） | 收視 （百萬） | DVR （18–49歲） | DVR收視 （百萬） | 加總 （18–49歲） | 總收視 （百萬） |
| ------ | ---- | ---------------- | -------------- | ---------------------- | ------------- | --------------- | ---------------- | ---------------- | --------------- |
| 23     | 1    | 臥底（Undercover）         | 2014年9月28日  | 2.7/7                  | 5.46          | 0.8             | 1.61             | 3.5              | 7.17            |
| 24     | 2    | （）             | 2014年10月5日  | 1.6/4                  | 3.31          | 0.8             | 1.43             | 2.4              | 4.74            |
| 25     | 3    | （）             | 2014年10月12日 | 2.2/6                  | 4.51          | 0.8             | 1.45             | 3.0              | 5.96            |
| 26     | 4    | （）             | 2014年10月19日 | 2.5/7                  | 5.22          | 0.8             | 1.45             | 3.3              | 6.67            |
| 27     | 5    | 內奸（The Mole）         | 2014年11月2日  | 1.7/4                  | 3.41          | 0.9             | 1.60             | 2.6              | 5.02            |
| 28     | 6    | 傑克與蘇菲亞（Jake and Sophia） | 2014年11月9日  | 1.9/5                  | 3.99          | 0.9             | TBD              | 2.8              | TBD             |
| 29     | 7    | 封鎖（Lockdown）         | 2014年11月16日 | 2.2/5                  | 4.53          | TBD             | TBD              | TBD              | TBD             |
| 30     | 8    | （）             | 2014年11月23日 | 1.5/4                  | 3.04          | TBD             | TBD              | TBD              | TBD             |
| 31     | 9    | （）             | 2014年11月30日 | 1.4/3                  | 3.11          | 0.8             | TBD              | 2.2              | TBD             |
| 32     | 10   | （）             | 2014年12月7日  | 2.1/6                  | 4.32          | 0.8             | TBD              | 2.9              | TBD             |
| 33     | 11   | （）             | 2014年12月14日 | 1.5/4                  | 3.52          | 0.9             | TBD              | 2.4              | TBD             |
| 34     | 12   | （）             | 2015年1月4日   | 3.0/8                  | 6.12          | TBD             | TBD              | TBD              | TBD             |
| 35     | 13   | （）             | 2015年1月11日  | 1.5/4                  | 3.29          | 0.8             | TBD              | 2.3              | TBD             |
| 36     | 14   | （）             | 2015年1月25日  | 1.2/3                  | 2.79          | 0.9             | 1.56             | 2.1              | 4.32            |
| 37     | 15   | （）             | 2015年2月8日   | 1.2/3                  | 2.59          | 0.8             | TBD              | 2.0              | TBD             |
| 38     | 16   | 週三事件（The Wednesday Incident）     | 2015年2月15日  | 0.9/2                  | 2.08          | 0.7             | TBD              | 1.6              | TBD             |
| 39     | 17   | （）             | 2015年3月1日   | 1.8/5                  | 3.61          | TBD             | TBD              | TBD              | TBD             |
| 40     | 18   | （）             | 2015年3月8日   | 1.5/4                  | 3.11          | TBD             | TBD              | TBD              | TBD             |
| 41     | 19   | （）             | 2015年3月15日  | 1.4/4                  | 2.96          | TBD             | TBD              | TBD              | TBD             |
| 42     | 20   | （）             | 2015年4月26日  | 1.5/4                  | 2.78          | TBD             | TBD              | TBD              | TBD             |
| 43     | 21   | （）             | 2015年5月3日   | 1.2/4                  | 2.72          | TBD             | TBD              | TBD              | TBD             |
| 44     | 22   | （）             | 2015年5月10日  | 1.3/4                  | 2.56          | TBD             | TBD              | TBD              | TBD             |
| 45     | 23   | 強尼與朵拉（Johnny and Dora）   | 2015年5月17日  | 1.1/4                  | 2.35          | TBD             | TBD              | TBD              | TBD             |
| 平均   | 平均 | 平均             | 平均           | 1.7                    | 3.54          | 0.8             | 1.43             | 2.5              | 4.97            |

## 評價
本劇獲得電視評論家好評，於爛番茄整合的評論中，本季獲得了100%新鮮度、7.95/10分（11位評論家），評論家普遍共識：「《荒唐分局》演員的演技、吸引人的角色與古怪的笑料讓該劇成為一部舒適的精神糧食。」
評論家前十大電視節目排名
- No. 4　波士頓環球報（莎拉·羅德曼）
- No. 5　數碼間諜
- No. 6　拉斯維加斯周刊（英语：Las Vegas Weekly）
- No. 10　明尼阿波利斯明星論壇報（英语：Star Tribune）

## 獎項
| 年度 | 大獎                         | 獎項                           | 提名者                         | 結果 |
| ---- | ---------------------------- | ------------------------------ | ------------------------------ | ---- |
| 2015 | 美國演員工會獎               | 最佳喜劇類整體演員獎           | 最佳喜劇類整體演員獎           | 提名 |
| 2015 | 衛星獎                       | 最佳音樂或喜劇類影集獎         | 最佳音樂或喜劇類影集獎         | 提名 |
| 2015 | 全國西班牙裔媒體聯盟影響力獎 | 電視影集最佳演出獎             | 梅麗莎·弗莫洛                  | 獲獎 |
| 2015 | GLAAD媒體獎                  | 最佳喜劇類影集獎               | 最佳喜劇類影集獎               | 提名 |
| 2015 | 形象獎                       | 最佳女配角獎－電視類           | 梅麗莎·弗莫洛                  | 提名 |
| 2015 | 形象獎                       | 最佳黃金時段電視節目獎－喜劇類 | 最佳黃金時段電視節目獎－喜劇類 | 提名 |
| 2015 | 葛蕾絲獎                     | 最佳導演獎－娛樂類             | 茱莉·安妮·羅賓森               | 獲獎 |
| 2015 | 全國多民族交流協會遠見獎     | 喜劇獎                         | 喜劇獎                         | 提名 |
| 2015 | 青少年選擇獎                 | 電視選擇獎：喜劇類男演員       | 安迪·山伯格                    | 提名 |
| 2015 | Gold Derby電視獎             | 最佳喜劇類影集男演員獎         | 安迪·山伯格                    | 提名 |
| 2015 | Gold Derby電視獎             | 最佳喜劇類影集男配角獎         | 安德魯·布瑞格                  | 提名 |
| 2015 | Gold Derby電視獎             | 最佳喜劇類影集客串女演員獎     | 凱拉·塞吉維克                  | 提名 |
| 2015 | 在線電影與電視協會獎         | 最佳喜劇類影集獎               | 最佳喜劇類影集獎               | 提名 |
| 2015 | 在線電影與電視協會獎         | 喜劇類影集最佳男配角獎         | 安德魯·布瑞格                  | 獲獎 |
| 2015 | 在線電影與電視協會獎         | 喜劇類影集最佳男配角獎         | 泰瑞·克魯斯                    | 提名 |
| 2015 | 在線電影與電視協會獎         | 喜劇類影集最佳客串女演員獎     | 凱拉·塞吉維克                  | 提名 |
| 2015 | 在線電影與電視協會獎         | 喜劇類影集最佳整體演員獎       | 喜劇類影集最佳整體演員獎       | 提名 |
| 2015 | 在線電影與電視協會獎         | 喜劇類影集最佳編劇獎           | 喜劇類影集最佳編劇獎           | 提名 |
| 2015 | 黃金時段艾美獎               | 最佳喜劇類男配角獎             | 安德魯·布瑞格                  | 提名 |
| 2015 | 黃金時段艾美獎               | 最佳喜劇類影集或綜藝節目特效獎 | 最佳喜劇類影集或綜藝節目特效獎 | 獲獎 |

## 外部連結
- 官方网站
- 《《荒唐分局》》各集列表 来自互联网电影数据库